# Festival du film britannique de Dinard 2011
Le Festival du film britannique de Dinard 2011 est la 22e édition du Festival du film britannique de Dinard, qui se déroule du 5 octobre 2011 au 9 octobre 2011. Nathalie Baye, actrice française, en est la présidente du jury.

## Jury
|  | Nom                                | Qualité                 | Nationalité |
|  | ---------------------------------- | ----------------------- | ----------- |
|  | Nathalie Baye (présidente du jury) | actrice                 | France      |
|  | Armand Amar                        | compositeur             | Israël      |
|  | Hayley Atwell                      | actrice                 | Royaume-Uni |
|  | Jacqueline Bisset                  | actrice                 | Royaume-Uni |
|  | Sami Bouajila                      | acteur                  | France      |
|  | Stephen Clarke                     | journaliste et écrivain | Royaume-Uni |
|  | Emmanuelle Devos                   | actrice                 | France      |
|  | Harry Gregson-Williams             | compositeur             | Royaume-Uni |
|  | Éric Lartigau                      | réalisateur             | France      |
|  | François Verdoux                   | écrivain                | France      |
|  | Jamie Winstone                     | actrice                 | Royaume-Uni |

## Films sélectionnés

### En Compétition
- Behold The Lamb de John Mcilduff
- L'Irlandais (The Guard) de John Michael McDonagh
- Oranges and Sunshine de Jim Loach
- Tyrannosaur de Paddy Considine
- Rock'n'Love (You Instead) de David Mackenzie
- Week-end (Weekend) de Andrew Haigh

### Avant-premières
- Perfect Sense de David Mackenzie

### Film d'ouverture
- Perfect Sense de David Mackenzie

### Film de clôture
- Jig de Sue Bourne

### Gros plan sur le cinéma…
- Perfect Sense de David Mackenzie

### Séance spéciale
- The Plague Dogs de Martin Rosen

### Hommages
- John Hurt
- Harold Pinter

## Palmarès
- Hitchcock d'or : Tyrannosaur de Paddy Considine
- Prix Kodak de la Meilleure Photographie : L’Irlandais de John Michael McDonagh
- Prix Allianz du Meilleur Scénario : Tyrannosaur de Paddy Considine
- Prix du Meilleur Scénario : Tyrannosaur de Paddy Considine
- Prix Première / du public : L’Irlandais de John Michael McDonagh
- Prix du Meilleur Court Métrage : White Elephant de Kristof Bilsen
- Prix Coup de cœur de La Règle du Jeu : L’Irlandais de John Michael McDonagh
- mention spéciale à Week End de Andrew Haigh